# أنطونيو روزا مينديز
أنطونيو روزا مينديز (بالبرتغالية: António Rosa Mendes‏) هو مؤرخ برتغالي، ولد في 1954، وتوفي في 4 يونيو 2013.